# The Starfighters (Band)
The Starfighters war eine Beat-Coverband aus St. Wendel im Saarland, die von 1963 bis 1970 existierte. Sie hat nie einen eigenen Titel veröffentlicht.

## Geschichte
Die aus Schulfreunden bestehende Coverband The Starfighters hatte ihren ersten Auftritt im Januar 1964 im Pfarrheim Neunkirchen als Gastgruppe von Frank Farian und die Schatten. Ab Ostern desselben Jahres wurde die Gruppe dann fast jedes Wochenende für die St. Wendeler Gaststätte Lindenau gebucht. Auf dem Programm standen Beat- und Rockcovers der Beatles, Bill Haley, The Equals, Chubby Checker usw. Zu den Gästen gehörten auch französische und amerikanische Soldaten, die in der Stadt bzw. in Baumholder stationiert waren.
Bei dem jährlichen Bandwettbewerb von Manfred Sexauers Radiosendung Hallo Twen konnte die Band 1968 den Sieg erringen und nun als „beliebteste Beatband des Saarlandes“ als Vorgruppe von The Tremeloes und Wonderland in der Saarlandhalle auftreten. Mit der Hilfe von Sexauer produzierte die Band außerdem einen Videoclip auf einem amerikanischen Militärflughafen in der Pfalz.
Der Sänger Klaus Lambert wollte sich nach dem Gewinn eines Plattenvertrags auch als Solosänger John Coller betätigen und versuchte mit der Band zweigleisig zu fahren, was jedoch misslang. 1970 wurde die Band aufgelöst.

### Spätere Aktivitäten
Diverse Mitglieder der Band wurden ab 1971 in der Jazzrock-Coverband Sodoma tätig, die sich 1972 in Orchestra John C. umtaufte und dann als Begleitband für Schlagersänger überregional aktiv wurde. Man trat mit Ramona Wulf, Costa Cordalis, Graham Bonney, Séverine, Chris Roberts, Bata Illic und Peter Orloff auf, gleichzeitig sang Coller noch im Popensemble Family Tree mit. Aufgrund beruflicher Engpässe trennte sich das Orchestra 1975. Die Gruppe bestand noch in anderer Besetzung bis 1979.
Im Regionalbuch Saar-Rock-History erschien 1991 ein mehrseitiger Bericht über die Starfighters. 2011 wurde bei einer Neuauflage des Buches auch eine Ausstellung im Historischen Museum Saar gezeigt, wo ein Livevideo der Gruppe zu sehen war.
Am 22. März 2014 fand im St. Wendeler Saalbau ein Revival-Konzert der Starfighters statt. Aufgrund des großen Erfolges wurden dann jährlich ähnliche Oldienächte angeboten, welche vom Nachfolgeprojekt Orchestra John C. bestritten wurden.